# Bienvenidos al temporal (gira)
Bienvenidos al temporal es la gira de Roberto Iniesta, Robe, realizada durante 2017. En ella mostró sus dos trabajos en solitario hasta la fecha: Lo que aletea en nuestras cabezas y Destrozares, canciones para el final de los tiempos.
La primera parte de la gira, llamada Ponte a Cubierto, constó de 13 conciertos repartidos por la Península, llevada a cabo en teatros. Las entradas salieron a la venta el 10 de marzo, y ese mismo día se acabaron para la cita de Madrid. Para la segunda parte de la gira, titulada Casi me corto el pelo, se incluyeron otros 13 conciertos, desarrollada en auditorios al aire libre. De esta forma ampliaron a una tercera parte, titulada Nadie se baña dos veces en el mismo río, para un total de 34 eventos durante 2017 (además de las cancelaciones de los conciertos en Calviá, segunda cita en Zaragoza, en Santa Cruz de Tenerife y en Las Palmas de Gran Canaria).

## Fechas de la gira

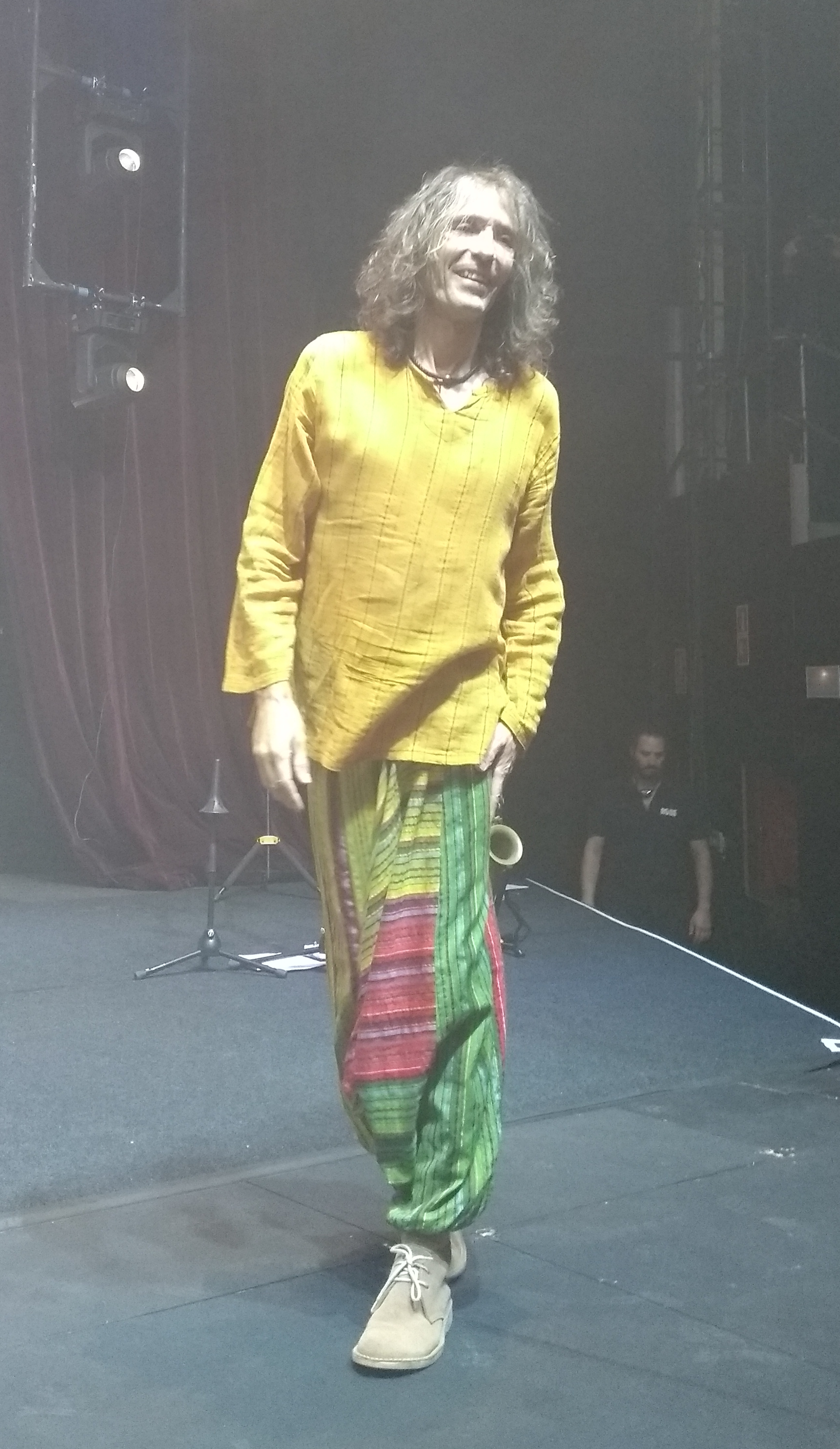
Robe tras el concierto de Madrid del 28 de junio de 2017.

| Fecha                                   | Ciudad                | Lugar                               |
| --------------------------------------- | --------------------- | ----------------------------------- |
| España                                  |                       |                                     |
| Ponte a cubierto                        |                       |                                     |
| 12 de mayo de 2017                      | Valladolid            | Centro Miguel Delibes               |
| 13 de mayo de 2017                      | Pamplona              | Baluarte                            |
| 19 de mayo de 2017                      | Valencia              | Auditori Les Arts                   |
| 26 de mayo de 2017                      | Granada               | Palacio de Congresos                |
| 27 de mayo de 2017                      | Cartagena             | Auditorio El Batel                  |
| 2 de junio de 2017                      | La Coruña             | Palacio de la Ópera                 |
| 3 de junio de 2017                      | Vigo                  | Auditorio Mar                       |
| 12 de junio de 2017                     | Barcelona             | Palacio de la Música Catalana       |
| 15 de junio de 2017                     | San Sebastián         | Auditorio Kursaal                   |
| 16 de junio de 2017                     | Zaragoza              | Auditorio de Zaragoza               |
| 23 de junio de 2017                     | Bilbao                | Palacio Euskalduna                  |
| 28 de junio de 2017                     | Madrid                | Teatro Circo Price                  |
| 30 de junio de 2017                     | Córdoba               | Teatro de la Axerquía               |
| Casi me corto el pelo                   |                       |                                     |
| 7 de julio de 2017                      | Plasencia             | Plaza de toros                      |
| 19 de julio de 2017                     | Gijón                 | Laboral, Ciudad de la Cultura       |
| 22 de julio de 2017                     | Málaga                | Cortijo de Torres                   |
| 28 de julio de 2017                     | Huelva                | Foro Iberoamericano                 |
| 4 de agosto de 2017                     | Cádiz                 | Puerto de Cádiz                     |
| 6 de agosto de 2017                     | Cambrils              | Festival Internacional de la Música |
| 11 de agosto de 2017                    | Sant Feliu de Guíxols | Festival Porta Ferrada              |
| 26 de agosto de 2017                    | Alicante              | Plaza de toros                      |
| 1 de septiembre de 2017                 | Daimiel               | Auditorio Municipal                 |
| 2 de septiembre de 2017                 | Albacete              | Caseta de los Jardinillos           |
| 8 de septiembre de 2017                 | Mérida                | Teatro Romano                       |
| 21 de septiembre de 2017                | Logroño               | Palacio de los Deportes             |
| 29 de septiembre de 2017                | Murcia                | Cuartel de Artillería               |
| Nadie se baña dos veces en el mismo río |                       |                                     |
| 30 de septiembre de 2017                | Valencia              | Marina Real Juan Carlos I           |
| 14 de octubre de 2017                   | Sevilla               | Centro de Arte Contemporáneo        |
| 21 de octubre de 2017                   | Onda                  | Pabellón Víctor Cabedo              |
| 28 de octubre de 2017                   | Barcelona             | Sant Jordi Club                     |
| 10 de noviembre de 2017                 | Pozoblanco            | Teatro El Silo                      |
| 11 de noviembre de 2017                 | Madrid                | WiZink Center                       |
| 18 de noviembre de 2017                 | Palma de Mallorca     | Auditórium                          |
| 25 de noviembre de 2017                 | Bilbao                | Bilbao Arena                        |

|  | En este concierto se grabó el álbum/DVD Bienvenidos al temporal. |

## Cines
El concierto íntegro fue lanzado y proyectado en cines de España. La película-concierto se estrenó el 25 de octubre de 2018, en las salas de Yelmo cines.
Según el propio autor: 
No es un documental, ni lleva entrevistas, ni nada de eso. Es un concierto tal cual, canción tras canción.

## CD/DVD
El 30 de noviembre de 2018, lanza un CD/DVD con las canciones del concierto en directo.